# Láska prokletá
Láska prokletá (v originále Love Is the Devil: Study for a Portrait of Francis Bacon) je koprodukční hraný film z roku 1998, který režíroval John Maybury podle vlastního scénáře. Film vychází z autobiografie The Gilded Gutter Life of Francis Bacon, kterou v roce 1994 vydal britský novinář Daniel Farson. Film zachycuje životní osudy britského malíře Francise Bacona mezi lety 1963 až 1971. Snímek měl světovou premiéru na Mezinárodním filmovém festivalu v Cannes.

## Děj
Francis Bacon jednoho dne u sebe nachytá mladého zloděje George Dyera. Tím začne jejich vzájemný, napjatý vztah. George se stane Francisovým milencem a múzou. Přemíra alkoholu a žárlivost na Baconovu nevěru prohlubuje u Dyera depresi. Bacon maluje a trousí vtipy, zatímco jeho milenec Dyer psychicky strádá a ztrácí nad sebou kontrolu. Tragédie vyvrcholí v Paříži, kam odjíždějí na Baconovu výstavu v Grand Palais.

## Obsazení
| Derek Jacobi       | Francis Bacon     |
| Daniel Craig       | George Dyer       |
| Tilda Swintonová   | Muriel Belcher    |
| Anne Lambton       | Isabel Rawsthorne |
| Adrian Scarborough | Daniel Farson     |
| Karl Johnson       | John Deakin       |
| Annabel Brooks     | Henrietta Moraes  |
| Andy Linden        | Ken Bidwell       |
| Hamish Bowles      | David Hockney     |

## Ocenění
- Edinburgh International Film Festival: cena za nejlepší britský film, cena za nejlepší britský hraný výkon (Derek Jacobi, Daniel Craig)
- Filmový festival v Cannes: účast v sekci Un certain regard